# Asterogyne
Asterogyne je rod palmi smješten u tribus Geonomateae, potporodica Arecoideae.

## Vrste
Postoji pet priznatih vrsta iz vlažnih šuma tropske Južne i Srednje Amerike:
1. Asterogyne guianensis Granv. & A.J.Hend.
2. Asterogyne martiana (H.Wendl.) H.Wendl. ex Hemsl.
3. Asterogyne ramosa (H.E.Moore) Wess.Boer
4. Asterogyne spicata (H.E.Moore) Wess.Boer
5. Asterogyne yaracuyense A.J.Hend. & Steyerm.

## Sinonimi
- Aristeyera H.E.Moore